# فيروسات لافي
فيروسات لافي (بالإنجليزية: Leviviridae)‏ هي عائلة من الفيروسات تضم الأجناس التالية:
- جنس فيروس لافي: نوع عاثية الأمعاء MS2
- جنس فيروس ألولافي: نوع عاثية الأمعاء Qβ

## وصلات خارجية
- نطاق فيروسي فيروسات لافي